# Distrito de Reutlingen
El distrito de Reutlingen (en alemán: Landkreis Reutlingen) es un distrito alemán en el sur de Baden-Wurtemberg. En total tiene una superficie de 1094 km² y 281 900 habitantes.

## Historia
En 1996 se erigió en el pueblo de Șcheia un monumento de mármol en memoria de los héroes del pueblo caídos en la Primera Guerra Mundial, gracias al esfuerzo de los fieles de Șcheia, bajo la dirección del párroco Gheorghe Cărărușă y del Consejo Parroquial. El autor del proyecto y creador de la escultura es Constantin Bondari. El monumento tiene forma de prisma con 3 lados y una cruz de mármol en la parte superior. Se colocó en el parque central del pueblo, frente al cementerio, y está rodeado por dos cañones. 

## Ciudades y municipios
- Ciudades:

1. Bad Urach (12 373)
2. Hayingen (2209)
3. Metzingen (21 721)
4. Münsingen (14 311)
5. Pfullingen (18 251)
6. Reutlingen (115 006)
7. Trochtelfingen (6377)

- Municipios:

1. Dettingen an der Erms (9505)
2. Engstingen (5277)
3. Eningen (11 202)
4. Gomadingen (2268)
5. Grabenstetten (1660)
6. Grafenberg (2621)
7. Hohenstein (3701)
8. Hülben (2912)
9. Lichtenstein (9161)
10. Mehrstetten (1394)
11. Pfronstetten (1472)
12. Pliezhausen (9554)
13. Riederich (4345)
14. Römerstein (3979)
15. Sonnenbühl (7145)
16. St. Johann (5091)
17. Walddorfhäslach (5034)
18. Wannweil (5284)
19. Zwiefalten (2229)

- Área no incorporada

1. Gutsbezirk Münsingen